# Poecilopachys minutissima
Poecilopachys minutissima är en spindelart som beskrevs av Pater Chrysanthus 1971. Poecilopachys minutissima ingår i släktet Poecilopachys och familjen hjulspindlar. Inga underarter finns listade i Catalogue of Life.